# Брајтнау
Брајтнау (њем. Breitnau) општина је у њемачкој савезној држави Баден-Виртемберг. Једно је од 50 општинских средишта округа Брајсгау-Хохшварцвалд. Према процјени из 2010. у општини је живјело 1.950 становника. Посједује регионалну шифру (AGS) 8315016.

## Географски и демографски подаци
Брајтнау се налази у савезној држави Баден-Виртемберг у округу Брајсгау-Хохшварцвалд. Општина се налази на надморској висини од 1018 метара. Површина општине износи 39,9 km². У самом мјесту је, према процјени из 2010. године, живјело 1.950 становника. Просјечна густина становништва износи 49 становника/km².